# Terna (Kirchenrecht)
Eine Terna (lat. ‚drei zusammen, dreifach‘) ist eine Liste, die in der Vorbereitung der Berufung eines katholischen Bischofs erstellt wird. Der Name leitet sich davon ab, dass eine solche Liste immer drei Nennungen umfasst.
Wenn ein bischöflicher Sitz vakant ist, wird ein Dreiervorschlag, der immer geheim gehalten wird, vom Heiligen Stuhl aufgesetzt. Diese Liste wird auf der Grundlage eines vom Apostolischen Nuntius vorzunehmenden Verfahrens erstellt, das ebenfalls drei Namen enthält: ternos, qui dicuntur, Apostolicae Sedi proponendos, den „dem Apostolischen Stuhl vorzulegenden sogenannten Dreiervorschlag“.
Für die Ernennung eines Weihbischofs stammt die Terna von dem Diözesanbischof, der einen Weihbischof beantragt.
Zu jedem der auf der Terna Genannten zieht der Nuntius Erkundigungen ein und teilt die Ergebnisse in einem Dossier dem Apostolischen Stuhl mit. Das Dossier enthält in der Regel eine Stellungnahme und die Empfehlungen des Nuntius sowie des Metropoliten (Erzbischofs), des Vorsitzenden der jeweiligen Bischofskonferenz und der Bischöfe der Diözese, für die der künftige Bischof benannt wird. Auch kann der Nuntius das Domkapitel und weitere Persönlichkeiten befragen.
Hinsichtlich der Eignung der Kandidaten für das Bischofsamt fordert das Kirchenrecht, dass der Betreffende
- sich auszeichnet durch festen Glauben, gute Sitten, Frömmigkeit, Lebensweisheit, Klugheit sowie menschliche Tugenden und die übrigen Eigenschaften besitzt, die ihn für die Wahrnehmung des Amtes, um das es geht, geeignet machen
- einen guten Ruf hat
- wenigstens fünfunddreißig Jahre alt ist
- wenigstens seit fünf Jahren Priester ist
- einen Doktorgrad oder wenigstens den Grad eines Lizentiaten in der Heiligen Schrift, in der Theologie oder im kanonischen Recht an einer vom Apostolischen Stuhl anerkannten Hochschuleinrichtung erworben hat oder wenigstens in diesen Disziplinen wirklich erfahren ist.